# Murina hilgendorfi
Murina hilgendorfi es una especie de murciélago de la familia Vespertilionidae.

## Distribución geográfica
Se encuentra en China, Corea, Japón Mongolia y Rusia.